# Генри, Бьюла Луиза
Эта статья об американской изобретательнице, об американской актрисе см. Генри, Луиза (актриса).
Бью́ла Луи́за Ге́нри (англ. Beulah Louise Henry; 28 сентября 1887, Роли — 26 февраля 1973) — американская изобретательница-самоучка. Генри запатентовала большое количество приспособлений и инноваций, направленных на улучшение повседневной жизни.

## Биография
Бьюла Луиза Генри родилась 28 сентября 1887 года в городе Роли (штат Северная Каролина, США), согласно другим источникам, в городе Мемфис (штат Теннесси). Отца звали Уолтер Р. Генри, он был авторитетом в области искусства; мать — Бьюла, была художницей; был брат, сочинитель песен. Дед — губернатор Северной Каролины Уильям Вудс Холден (1818—1892); также Генри являлась прямым потомком известного государственного деятеля Патрика Генри (1736—1799). Девочка с детства имела интересную привычку: она указывала на вещи, которые считала неправильными, и говорила об изменениях или улучшениях, которые можно было бы в них внести. Возможно, имела лёгкую форму синестезии. Одной из её первых идей был механический наконечник для шляпы, который автоматически приподнимал шляпу мужчины, когда он с кем-то здоровался. С девяти лет начала рисовать эскизы своих изобретений. С 1909 по 1912 году обучалась в Пресвитерианском колледже Северной Каролины и в Колледже Елизаветы (частный лютеранский женский колледж в городе Шарлотт). В 1912 году, в возрасте 25 лет запатентовала своё первое изобретение — вакуумную морозильную камеру для мороженого.
В 1919 году Генри переехала в Нью-Йорк и основала там компании Henry Umbrella, Parasol Company и B.L. Henry Company. В 1924 году журнал Scientific American назвал её «выдающимся изобретателем». С 1939 по 1955 год работала в Nicholas Machine Works на должности изобретателя, а также консультантом во многих компаниях, производивших её изобретения, в том числе Mergenthaler Linotype Company и International Doll Company. Жила в гостиницах, состояла в различных научных обществах и никогда не была замужем.
В 1930-х годах получила прозвище «леди Эдисон». Согласно изданию Journal of the Patent and Trademark Office Society, в 1937 году Генри была известна как «ведущая изобретательница Америки». Работы Генри были настолько хорошо известны и уважаемы, что в 1937 году в Осаке (Япония) ей была посвящена музейная выставка, которая считалась источником вдохновения для начинающих японских изобретательниц.
Бьюла Луиза Генри скончалась 26 февраля 1973 года.
В 2006 году Генри была посмертно внесена в Национальный зал славы изобретателей.

## Изобретения
За свою жизнь Генри создала около 110 самых разнообразных изобретений и получила 49 патентов. Одним из направлений работ Генри были изобретения для улучшения качества жизни женщин, например, бигуди, косметичка и держатель для мыла с резиновой губкой. Одним из её наиболее известных изобретений был зонтик, который позволял женщинам менять его рисунок и расцветку в соответствии с нарядом без необходимости покупать новый зонт. Также Генри интересовалась созданием кукол и изобрела новый метод их набивки: вместо традиционной тяжелой начинки она придумала надувать реалистичных кукол и игрушки резиновыми трубками, что значительно уменьшило их вес. У Генри не было инженерного образования, что делало её более творческой в подходах; сама она говорила об этом так: «Если необходимость — мать изобретения, то находчивость — его отец».
- 1912 — вакуумная морозильная камера для мороженого[5][9].
- 1924 — женский зонт с различными цветными тканевыми чехлами[5].
- 1925 — сумка-зонтик[2]; бигуди[2].
- 1929 — детская губка-мочалка, наполненная мылом[4][5]; уплотнительное устройство для надувных тел кукол[2]; клапан для надувных изделий[2].
- 1932 — протограф — пишущая машинка, делающая до четырёх копий текста при печати без использования копировальной бумаги[5].
- 1935 — кукла «Мисс Иллюзия» с глазами, которые могли менять цвет и закрываться[4][5].
- 1936 — мульти-копировальная приставка для пишущих машинок[2]; швейная машина с двойным цепным стежком[2].
- 1940 — швейная машина без шпульки[5]. Работает вдвое быстрее обычной швейной машины и позволяет использовать более мелкие нити[6].
- 1941 — устройство для производства куклами членораздельных звуков[2].